# سیارک ۴۳۱۹۳
سیارک ۴۳۱۹۳ (به انگلیسی: 43193 Secinaro، نامگذاری:2000AW4) چهل و سه هزار و صد و نود و سومین سیارک کشف شده‌است که در ۱ ژانویه ۲۰۰۰ کشف شد.